# Национальная гвардия Шри-Ланки
Национальная гвардия Шри-Ланки (англ. Sri Lanka National Guard) — это самый большой полк Армии Шри-Ланки. Этот полк резерва, состоящий из 32 батальонов, входит в состав Резерва армии Шри-Ланки.

## История
Национальная гвардия Шри-Ланки была основана подполковником Д. В. Хапаураччи из SLSR в октябре 1990 года в составе 16 батальонов резерва, став крупнейшим полком в армии Шри-Ланке в то время. Целью формирования данного подразделения было обеспечение безопасности, защита и охрана областей, захваченных регулярной армией, так что последние могут продолжать боевые операции. Эта цель формирования и дала основание для именования полка как Национальная гвардия Шри-Ланки.
Первоначально штаб-квартира полка находилась в Коломбо на Малайской улице. Командиром был бригадир С. Б.Г. де Сильва из SLAVF. Позже полк переехал в Пунани, а затем в Курунегала, где и базируется сейчас.
Основной задачей Национальной гвардии Шри-Ланки является защита жителей деревень в северной и восточной провинциях, где были развёрнуты 21 батальон, и заслуги гвардии в этой роли заслуживают высокой оценки. Кроме защиты деревень, гвардия обеспечивала безопасность коммуникаций в восточной провинции.
Большинство войск, занятых в обеспечении безопасности Коломбо принадлежат Национальной гвардии и их часто можно увидеть на пунктах пропуска.
Полки подобного типа на Шри-Ланке ведут свою историю с городской гвардии Коломбо, которая приняла участие в обеих мировых войнах. Национальная гвардия Шри-Ланки это не Отечественная гвардия Шри-Ланки, которая подчиняется Департаменту гражданской безопасности.

## Подразделения
- 1-й батальон Национальной гвардии Шри-Ланки
- 2-й батальон Национальной гвардии Шри-Ланки
- 3-й батальон Национальной гвардии Шри-Ланки
- 4-й батальон Национальной гвардии Шри-Ланки
- 5-й батальон Национальной гвардии Шри-Ланки
- 6-й батальон Национальной гвардии Шри-Ланки
- 7-й батальон Национальной гвардии Шри-Ланки
- 8-й батальон Национальной гвардии Шри-Ланки
- 9-й батальон Национальной гвардии Шри-Ланки
- 10-й батальон Национальной гвардии Шри-Ланки
- 11-й батальон Национальной гвардии Шри-Ланки
- 12-й батальон Национальной гвардии Шри-Ланки
- 13-й батальон Национальной гвардии Шри-Ланки
- 14-й батальон Национальной гвардии Шри-Ланки
- 15-й батальон Национальной гвардии Шри-Ланки
- 16-й батальон Национальной гвардии Шри-Ланки
- 17-й батальон Национальной гвардии Шри-Ланки
- 18-й батальон Национальной гвардии Шри-Ланки
- 19-й батальон Национальной гвардии Шри-Ланки
- 20-й батальон Национальной гвардии Шри-Ланки
- 22-й батальон Национальной гвардии Шри-Ланки
- 23-й батальон Национальной гвардии Шри-Ланки
- 24-й батальон Национальной гвардии Шри-Ланки
- 25-й батальон Национальной гвардии Шри-Ланки
- 26-й батальон Национальной гвардии Шри-Ланки
- 27-й батальон Национальной гвардии Шри-Ланки
- 28-й батальон Национальной гвардии Шри-Ланки
- 29-й батальон Национальной гвардии Шри-Ланки
- 30-й батальон Национальной гвардии Шри-Ланки
- 31-й батальон Национальной гвардии Шри-Ланки
- 33-й батальон Национальной гвардии Шри-Ланки
- 34-й батальон Национальной гвардии Шри-Ланки
- 35-й батальон Национальной гвардии Шри-Ланки
- батальон RFT Национальной гвардии Шри-Ланки